# Balad (Somalia)
Balad (in somalo Balcad) è una città nella regione del Medio Scebeli nella Somalia centromeridionale.
Sede di un'accademia militare, dal dicembre 1992 al marzo 1994 nel centro fu installata la base operativa del contingente militare italiano ITALFOR Ibis (missioni UNITAF e UNOSOM II). Nel febbraio 1994 fu teatro di alcuni violenti scontri coi miliziani somali, nel corso dei quali cadde il tenente Giulio Ruzzi.